# Diederich Georg Babst
Diederich Georg Babst (* 24. Juli 1741 in Schwerin; † 21. April 1800 in Rostock) war ein deutscher Schriftsteller.

## Leben
Babst besuchte die Domschule in Schwerin. Während des Siebenjährigen Krieges flüchteten seine Eltern nach Lübeck, wo er das dortige Gymnasium besuchte. Schon in dieser Zeit verfasste er Gedichte und Texte zu schon vorhandenen Melodien, wodurch er eine gewisse Bekanntheit erlangte. An seine Gymnasialzeit schloss sich ab April 1765 ein Studium der Rechte an der Universität Rostock an. Nach bestandenem Examen erhielt er eine Stelle als Prokurator beim Städtischen Gericht, später als Sekretär der Bürgerschaft. Er war auch als Notar tätig. In dieser bescheidenen Stellung erwarb er sich wegen seiner rechtschaffenen Art einen guten Ruf.
Sein erstes schriftstellerisches Werk, De Rekrut, eine poetische Beschreibung des Soldatenlebens anhand von Briefen des Rekruten und seiner Braut, erschien 1788 anonym. In einem weiteren Werk wurde das Festessen des Hundermännerkollegiums in Rostock geschildert. Anschließend schrieb er eine Vielzahl kleinerer Gedichte, die teils in diversen Zeitschriften publiziert wurden, teils nur im Manuskript vorlagen und erschienen. Diese Gedichte in niederdeutscher Sprache erschienen 1790 in dem dreiteiligen Werk Allerhant snaksche Saken tum Tietverdriew. Dieses wurde einer der bekanntesten von Babst veröffentlichten Gedichtbände.
Babsts lyrisches Werk hatte häufig kritisch-moralisierenden Charakter und beschrieb unter anderem stimmungsvoll Lebensart und Lebensweise seiner Rostocker Mitmenschen.
Babst war seinerzeit ein einer breiten Leserschaft sehr bekannter Schriftsteller, selbst Johann Wolfgang von Goethe schätzte Babst als „Natur- und Nationaldichter“. Über seine lyrisches Werk schrieb Goethe unter anderem in sein Tagebuch „ergötzlich ist es zu sehen, wie ein Mann, in dem bürgerlichen Wesen selbst befangen, sich durch geniale Betrachtung darüber erhebt“. Babsts Gelegenheitsgedichte bezeichnete Goethe gar als „unschätzbar“.
Babst stand in seinen Werken wie im Leben für den genügsamen, anständigen Lebenswandel, den er in dem heute noch einigermaßen bekannten Gedicht Dat Fack als sein „Fack“ (Fach) auf den Punkt beschrieb.

## Bedeutung
Aus heutiger Sicht ist Babst noch als Vorläufer niederdeutscher Schriftsteller wie Fritz Reuter oder John Brinckman bedeutend und gilt als erster mecklenburgischer Mundartdichter der neueren Zeit.
Eine weitere Bedeutung Babsts liegt in seinen Beschreibungen althergebrachter Rostocker Bräuche und Feste seiner Zeit, welche ohne seine Schriften heute kaum noch in Detailtreue nachzuvollziehen wären. Nicht allen traditionellen Einrichtungen seiner Heimatstadt stand Babst unkritisch gegenüber, doch betrachtete er sie mit gewissem Gleichmut: „Dat weet ick eben nich, alleen de leewen Ollen/De häwwen dat jo so vör hünnert Jahr' all hollen.“

## Werke
- De  Intog den unser Herr Herzog Friederich Franz mit Sine lewe Fru Gemahlin Louise to Rostock gehollen. In dree Schriewels von ehnem Recruten an sine Greth up den Lande. Müller, Rostock 1788. (Digitalisat)
- Ehn  beeten Naschrapels van dem Rostockschen Intog mit dem Affscheht un Testement by dem Hollänschen Marsch. Müller, Rostock 1788. (Digitalisat)
- Noch Söß Schriewels to de annern dree, wo dat to Rostock mit dem Intog toletzt aflopen  : van dem sülbigen Recruten an sine noch jümmer lewe Greth up den Lande. Müller, Rostock 1788. (Digitalisat)
- De  funckelhagel niege Niejahrs-Wunsch vär all de goden Minschen. Müller, Rostock 1793. (Digitalisat)
- Dat  grote Fest van Peter un Pagel, aß de vier Mecklenbörger Prinzen de Brook-Fischers besöchten. Müller, Rostock 1793. (Digitalisat)
- De  herrliche König-Schuß to Rostock, aß de vier lewen Landes-Prinzen mit schöten un de Arw-Prinz König wurt. Müller, Rostock 1793. (Digitalisat)
- Rostocks Bürger-Freuden an dem hohen Geburts-Feste Sr. regierenden Herzogl. Durchl. Friederich Franz. Müller, Rostock 1794. (Digitalisat)
- Uhterlesene Pladdütsche Gedichte. Müller, Rostock, 1812. (Digitalisat)
- Allerhand schnaksche Saken tum Tiedverdriew, awers Wahrheeten, ümm sick meeto to speegeln in unse Modersprak'. Stiller, Rostock und Berlin 1843. (Digitalisat)